# Terem Moffi
Teremas Igobor Moffi, más conocido como Terem Moffi, (Calabar, 25 de mayo de 1999) es un futbolista nigeriano que juega de delantero en el O. G. C. Niza de la Ligue 1.

## Selección nacional
Es internacional con la selección de fútbol de Nigeria, con la que debutó el 4 de junio de 2021 en un partido frente a la selección de fútbol de Camerún.(es un perro bárbaro) (en el efootball es una bestia)  

## Clubes
| Club                           | Temporada     | Div.          | Liga  | Liga  | Copas nacionales | Copas nacionales | Copas internacionales | Copas internacionales | Total | Total |
| Club                           | Temporada     | Div.          | Part. | Goles | Part.            | Goles            | Part.                 | Goles                 | Part. | Goles |
| ------------------------------ | ------------- | ------------- | ----- | ----- | ---------------- | ---------------- | --------------------- | --------------------- | ----- | ----- |
| F. K. Kauno Žalgiris Lituania  | 2017          | 1.ª           | 8     | 1     | 0                | 0                | -                     | -                     | 8     | 1     |
| F. K. Kauno Žalgiris Lituania  | Total         | Total         | 8     | 1     | 0                | 0                | -                     | -                     | 8     | 1     |
| F. K. Riteriai Lituania        | 2018          | 1.ª           | 29    | 20    | 0                | 0                | 2                     | 0                     | 31    | 20    |
| F. K. Riteriai Lituania        | Total         | Total         | 29    | 20    | 0                | 0                | 2                     | 0                     | 31    | 20    |
| K. V. Kortrijk Bélgica         | 2019-20       | 1.ª           | 7     | 4     | 2                | 0                | -                     | -                     | 9     | 4     |
| K. V. Kortrijk Bélgica         | 2020-21       | 1.ª           | 2     | 1     | 0                | 0                | -                     | -                     | 2     | 1     |
| K. V. Kortrijk Bélgica         | Total         | Total         | 9     | 5     | 2                | 0                | -                     | -                     | 11    | 5     |
| F. C. Lorient Francia          | 2020-21       | 1.ª           | 32    | 14    | 2                | 1                | -                     | -                     | 34    | 15    |
| F. C. Lorient Francia          | 2021-22       | 1.ª           | 37    | 8     | 1                | 0                | -                     | -                     | 38    | 8     |
| F. C. Lorient Francia          | 2022-23       | 1.ª           | 18    | 12    | 0                | 0                | -                     | -                     | 18    | 12    |
| F. C. Lorient Francia          | Total         | Total         | 87    | 34    | 3                | 1                | -                     | -                     | 90    | 35    |
| O. G. C. Niza (cedido) Francia | 2022-23       | 1.ª           | 16    | 6     | 0                | 0                | 4                     | 3                     | 20    | 9     |
| O. G. C. Niza (cedido) Francia | Total         | Total         | 16    | 6     | 0                | 0                | 4                     | 3                     | 20    | 9     |
| Total carrera                  | Total carrera | Total carrera | 149   | 66    | 5                | 1                | 6                     | 3                     | 160   | 70    |